# Chen Yun-Ming
Chen Yun-Ming (chinesisch 陳 雲銘; * 10. Februar 1949) ist ein ehemaliger taiwanischer Skirennläufer.

## Karriere
Chen Yun-Ming nahm 1972 und 1976 jeweils an Olympischen Winterspielen teil. Sein bestes Ergebnis erzielte er dabei 1972 in Sapporo mit Rang 34 im Slalom. Damit erzielte er das beste Ergebnis der Taiwans bei diesen Spielen. Zudem erreichte er bei den Weltmeisterschaften 1974 den 42. Platz im Slalom.

## Erfolge

### Olympische Winterspiele
- Sapporo 1972: 34. Slalom, DSQ Riesenslalom
- Innsbruck 1976: 52. Riesenslalom, DNF Slalom

### Weltmeisterschaften
- Sapporo 1972: 34. Slalom, DSQ Riesenslalom
- St. Moritz 1974: 42. Slalom
- Innsbruck 1976: 52. Riesenslalom, DNF Slalom